# Stadtkirche (Grötzingen)

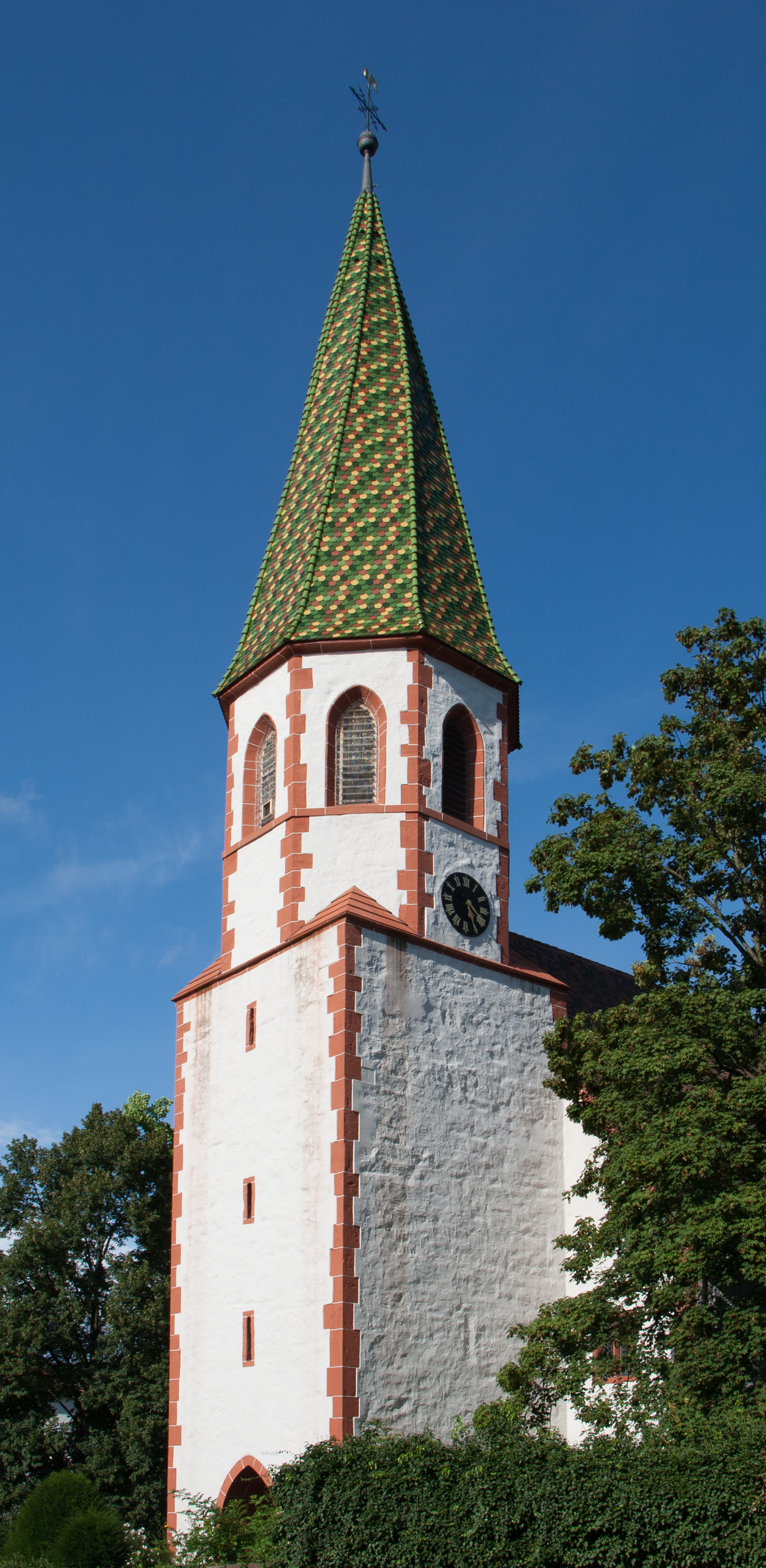
Stadtkirche Grötzingen, Sicht von Süden

Die evangelische Stadtkirche  ist ein denkmalgeschütztes Kirchengebäude in Grötzingen, einem Stadtteil von Karlsruhe (Baden-Württemberg). Sie gehört zur Evangelischen Kirchengemeinde Karlsruhe-Grötzingen im Evangelischen Kirchenbezirk Karlsruhe und Durlach.

## Geschichte und Architektur
Eine Kirche wurde 1255 urkundlich erwähnt, diese Chorturmkirche wurde im Laufe der Jahrhunderte mehrfach verändert.  In dieser Schenkungsurkunde vermachte Junta, die Witwe eines Ritters von Altenkirchen, all ihre Besitzungen, mit Ausnahme eines Hofes bei der Kirche, an das Kloster Lichtental. Seit 1556 wurde die Kirche, direkt nach dem Augsburger Religionsfrieden, evangelisch. Die Wände des Schiffes sind durch spitzbogige Fenster gegliedert. Nach Zerstörungen im Dreißigjährigen Krieg wurde in das 30 Meter lange und 14 Meter breite Schiff eine Kassettendecke eingezogen. Die Bänder des Dachstuhles ruhen auf acht Säulen aus Eiche (jeweils in einem Stück), die Säule an der Westseite trägt die Inschrift Friedrich Mattern, Zimmermeister, 1667. Ältester noch von der ehemaligen Chorturmkirche erhaltene Teil ist der Triumphbogen, der das Schiff vom Chor trennt. Der Chor im Baustil der Frühgotik besitzt ein verziertes Gewölbe, dessen Schlusssteine ein Kreuz mit dem Hinweis auf das ehemalige Patronat und ein Wappen des Markgrafen Bernhard von Baden tragen. Die Chorfenster sind mit kunstvollem Maßwerk geschmückt, das Wappen lässt auf eine Bauzeit um 1420 schließen. Die Bilder der Chorfenster  entstanden 1892  und zeigen Jesus und Thomas im Kreise der übrigen Jünger,Das jüngste Gericht, Auferstehung und  die Himmelfahrt. Bei einer Renovierung im Jahr 1976 konnten am Triumphbogen Fresken von 1425 freigelegt werden, sie zeigen das Gleichnis von den zehn Jungfrauen.

## Turm
Der 48 Meter hohe Turm erhebt sich über dem Kreuzgewölbe, er besitzt drei Stockwerke, die Glockenstube ist achteckig. Das Dach ist bis zu 22 Grad gedreht. Über die Ursache herrscht Uneinigkeit, die Drehung kann beabsichtigt, aber auch Zufall sein. Vielleicht war das Konstruktionsholz nicht ausreichend trocken und durch Sturm und Wind verdrehte es sich im Laufe der Zeit. Möglicherweise hat der Baumeister die Drehung mit Absicht herbeigeführt. Mittlerweile ist der Turm mit seiner Drehung zu einem Wahrzeichen des Ortes geworden. Durch ein Portal ist die Kirche über die Vorhalle im Turm erschlossen, er wurde nach einer erhaltenen Datierung 1497 errichtet.
Der Sage nach ärgerte sich der Teufel über die Frömmigkeit der Bewohner und so fuhr er im November unter Blitz und Donner herab, um die Kirche umzuwerfen. Dies Vorhaben gelang ihm allerdings nicht, er schaffte es nur, den Turm zu drehen. Der Turm wurde nicht repariert, sondern zeigte so die Ohnmacht des Teufels.

## Ausstattung
- In der Eingangshalle befindet sich ein Wasserbecken aus Stein, es soll daran erinnern, dass die Kirche vor der Reformation katholisch war.
- Der Altar ist aus rotem Sandstein gebaut.
- Das geschnitzte Kruzifix auf dem Altar wurde um 1500 von einem Bildschnitzer der Ulmer Schule angefertigt, sein Name ist nicht überliefert.
- An der Kirche stehen einige Grabsteine, sie erinnern an der 1924 geschlossenen Friedhof in der Nähe.[9]

## Geläut
Der Glockenstuhl wurde 2005 saniert und in der Osternacht eingeweiht. 
- Die größte und älteste Glocke wurde 1621 gegossen, sie wiegt 1350 kg und hat einen Durchmesser von 1,421 Metern, der Schlagton ist d'-8. Die Inschrift lautet Als min Gelud sol worden Gehort. Diese Glocke dient als Bet- und Totenglocke.
- Die Hochzeitsglocke mit einem Gewicht von 1017 kg und einem Durchmesser von 1,21 Metern kam 1952 zum Geläut sie hat den Schlagton f und trägt die Inschrift Gott ist getreu, der euch ruft
- Die Taufglocke mit einem Gewicht von 496 kg kam ebenfalls 1952 dazu, sie hat den Schlagton as und läutet zusammen mit der Hochzeitsglocke etwa 30 Minuten vor Trauungen in einer Mollterz. Diese Glocke ist mit einem Engel verziert und ertönt bei den Gottesdiensten zum Vaterunser
- Während des Ersten und Zweiten Weltkrieges mussten Glocken zum Einschmelzen abgegeben werden, sie wurden 1990 durch eine sogenannte Heimatglocke ersetzt. Diese wiegt 408 kg und hat einen Durchmesser von 86 cm. Das Relief auf ihr zeigt eine stilisierte Ansicht des Ortes. Der Schlagton liegt bei h-5, die Inschrift lautet Lasst mich der Erdenheimat Preis euch singen, bis ihr zur oberen Heimat ein dürft dringen.[10]

## Orgel
Die Orgel wurde 1974 von der Orgelbaufirma Peter Vier aus Friesenheim gebaut. Beide Manuale sind so disponiert, dass sich die entsprechenden Register gegenseitig ergänzen. Das Holzgedackt steht neben dem offenen Prinzipal.

### Disposition
| I. Manual    |       |  |
| Bourdon      | 16′   |  |
| Spitzgedackt | 8′    |  |
| Prinzipal    | 8′    |  |
| Rohrflöte    | 4′    |  |
| Oktave       | 4′    |  |
| Cornett V    |       |  |
| Oktave       | 2′    |  |
| Trompete     | 8′    |  |
| Mixtur IV    | 1 ⁄3′ |  |

| II. Manual (schwellbar) |        |  |
| Salicional              | 8′     |  |
| Gedackt                 | 8′     |  |
| Prinzipal               | 4′     |  |
| Spitzflöte              | 4′     |  |
| Flagolet                | 2′     |  |
| Quinte II               | 2 ⁄3′  |  |
| Zimbel IV               | 1′     |  |
| Terz II                 | 1 3⁄5′ |  |
| Oboe                    | 4′     |  |
| Tremulant               |        |  |

| Pedal      |     |           |
| Pommer     | 8′  |           |
| Subbass    | 16′ |           |
| Posaune    | 8′  | koppelbar |
| Bombarde   | 16′ | koppelbar |
| Hintersatz | 4′  |           |
| Oktavbass  | 8′  |           |
| Clarion    | 4′  |           |

- Koppeln: II/I, I/P, II/P

## Renovierung
Bei den Renovierungsarbeiten im Jahr 2009 wurde die Außenfassade erneuert, in deren Verlauf entdeckte man in etwa 14 Metern Höhe einen Grabstein für den Kammerrat und Skribenten beim Kirchenrat Johann Georg Grundler. Solche ausgediente Grabplatten dienten im 19. Jahrhundert dazu, Schutz vor Regen zu bieten. Zur Gewichtsreduktion wurden sie gespalten und an den Ecken in Form gemeißelt. Der Wetterhahn bekam 2010 einen neuen Überzug aus Blattgold, er wurde gestohlen und im Juni  durch einen neuen Hahn ersetzt. Ein Gemeindearbeiter fand 2011 in einem abgedeckten Erdloch
den alten Wetterhahn, der heute im Pfinzgaumuseum ausgestellt wird.